# Biblioteca pública José Luis Fernández de la Torre
La Biblioteca pública José Luis Fernández de la Torre, antes biblioteca pública del Estado y biblioteca pública es la única biblioteca pública de la ciudad española de Melilla. Está emplazada en la plaza de España, en el Ensanche Modernista y tiene el estatus de Bien de Interés Cultural.

## Historia
Fue proyectada por el arquitecto del Ministerio de Cultura Cervantes Martínez, costando 300 millones de pesetas e inaugurada el 8 de marzo de 1991 por el director general del Libro Santos Juliá y la directora del Centro de Coordinación Bibliotecaria, María José Jerez, no pudiendo asistir el ministro de Cultura Jorge Semprún por motivos de agenda, con un total de 23 000 libros, CD y discos.
El 22 de febrero de 2019 se renombró como Biblioteca pública José Luis Fernández de la Torre, en honor al Director Provincial de Cultura que la impulsó.

## Descripción
Cuenta con sótano, depósitos, planta baja, sala infantil-juvenil y oficinas, entreplanta, sala de adulto y sala de investigadores, hemeroteca con las colecciones de El Telegrama del Rif de la empresa y su fundador, Cándido Lobera y una última planta, antigua hemeroteca, de revistas y periódicos actuales, y mediateca; fonoteca y videoteca, hoy salas de estudio silenciosa y ultrasilenciosa. 
Se accede a ella desde un pórtico, coronado con un frontón triangular y cerrado con una cancela, que da a un pasillo que salva el desnivel hasta el edificio con una rampa. El edificio cuenta con un hall con galerías, en el que se celebran exposiciones periódicamente, y rematado con una linterna.